# 廣東拼音方案
廣東拼音方案是指广东省人民政府教育部門於1960年制定的四個羅馬拼音方案，用來拼寫廣州話、潮州話、客家話和海南話这四个方言。這些方案採用類似的拼寫方法，但因應各自的口語變體而有一些差異。
在某些方面，廣東拼音方案與普通話的漢語拼音相似，例如它區分齒齦音聲母z、c、s和齦顎音聲母j、q、x，又使用b、d和g來表示不送氣塞音/p t k/。此外，w作為聲母時寫作w，但在韻母中、韻尾前時，跟隨g或k的w寫成介音u。
廣東拼音方案使用變音符號來表示某些母音。這包括分別在ê、é和ü使用的揚抑符、銳音符和曲音符。此外，它使用-b、-d和-g來表示輔音韻尾[p t k]，而非其它拼音方案所用的-p、-t和-k，使之與不送氣塞音聲母一致。聲調以上標數字顯示，而非變音符號。
這一系列的拼音方案兼容性較差，只能紀錄粵語、客家話、閩語的某幾個方言點，而不能紀錄這三種語言的大多數方言點。因此在漢語方言學的語音紀錄中，往往仍採用國際音標來紀錄語音。

## 廣州話
广州话拼音方案概述了標準粵語的拼音。此方案初期设置并不合理，且存在音素残缺的严重问题。1980年代，饶秉才在此方案的基础上进行了大幅修改。目前所見的廣州話拼音方案就是經饒秉才修訂後的版本。此方案在香港語言學學會的粵語審音配詞字庫 （页面存档备份，存于）裡稱為廣州拼音方案。雖然廣州話拼音方案不如耶魯拼音、教育學院拼音方案和粵拼等方案般流行，但它仍在一些出版物使用，特別是中國大陸出版有關粵語的著作。

## 客家話
客家話拼音方案概述了客家話的拼音。此方案描述梅縣方言。梅縣話一般被認為是客家話的實際標準。

## 潮州話
潮州話拼音方案概述了閩南語分支潮州話的拼音。此方案（和另一以此為基礎的方案）經常被稱為Peng'im，也就是潮州話裡的「拼音」之意。
目前潮州話條目採用這種羅馬拼音法。

## 海南話
海南話拼音方案概述了海南話的音韵结构。

## 外部連結
- Cukda Cantonese IME
- 廣東話學習網
- 广州话拼音方案
- 潮州话拼音方案
- 梅县话（客家话）拼音方案
- 廣州話拼音方案 - GuangZhou Dialect (Cantonese) Romanization Scheme
- 海南话拼音文字方案 - The Hainanese Transliteration Scheme （页面存档备份，存于）